# Questionable Image
Questionable Image je drugi studijski album slovenskega elektronskega dua BeatMyth, izdan pri založbi Kapa Records 22. marca 2012.

## Seznam pesmi
Vse pesmi sta napisala Igor Vuk in Mitja Pritržnik.
| Št. | Naslov                                                       | Dolžina |
| --- | ------------------------------------------------------------ | ------- |
| 1.  | „Digital Desire‟                                             | 0:52    |
| 2.  | „S!ck‟ (feat. N'toko)                                        | 3:58    |
| 3.  | „The Source‟                                                 | 4:39    |
| 4.  | „Electric Manland‟ (pesem skupine Moveknowledgement; remiks) | 4:22    |
| 5.  | „Hot‟ (feat. N'toko)                                         | 3:57    |
| 6.  | „Arp‟ (feat. N'toko)                                         | 4:23    |
| 7.  | „Hello!‟ (feat. N'toko)                                      | 4:38    |
| 8.  | „Analog‟                                                     | 4:43    |
| 9.  | „Questionable Image‟ (feat. N'toko)                          | 4:32    |
| 10. | „Connect the Dots‟ (feat. N'toko)                            | 4:35    |
| 11. | „Leviathan‟ (feat. N'toko)                                   | 4:03    |
| 12. | „Discoland‟ (feat. Katja Šulc)                               | 4:03    |
| 13. | „Dubbb‟                                                      | 3:56    |
| 14. | „Trumpet‟ (bonus pesem)                                      | 2:42    |

## Zasedba
- DJ PlankTon — programiranje
- Mike Preeters — programiranje
- N'toko — vokal
- Katja Šulc — vokal